# Euglenes klapperichi
Euglenes klapperichi is een keversoort uit de familie schijnsnoerhalskevers (Aderidae). De wetenschappelijke naam van de soort werd in 1956 gepubliceerd door Maurice Pic.